# Mistrzostwa Świata w Short Tracku 2017
42. Mistrzostwa Świata w Short Tracku odbyły się w dniach 10–12 marca 2017 roku w Rotterdamie.

## Klasyfikacja medalowa
| Lp. | Kraj             | Złoto | Srebro | Brąz | Razem |
| 1.  | Korea Południowa | 4     | 2      | 5    | 11    |
| 2.  | Holandia         | 3     | 1      | 1    | 5     |
| 3.  | Wielka Brytania  | 3     | 0      | 1    | 4     |
| 4.  | Chiny            | 2     | 2      | 0    | 4     |
| 5.  | Kanada           | 0     | 5      | 2    | 7     |
| 6.  | Węgry            | 0     | 2      | 1    | 3     |
| 7.  | Japonia          | 0     | 0      | 1    | 1     |
| 7.  | Rosja            | 0     | 0      | 1    | 1     |

## Medaliści
| Konkurencja            | Złoto                                                                    | Srebro                                                                   | Brąz                                                                 |
| Mężczyźni              |                                                                          |                                                                          |                                                                      |
| 500 metrów             | Sjinkie Knegt                                                            | Wu Dajing                                                                | Seo Yi-ra                                                            |
| 1000 metrów            | Seo Yi-ra                                                                | Shaoang Liu                                                              | Charles Hamelin                                                      |
| 1500 metrów            | Sin Da-woon                                                              | Samuel Girard                                                            | Seo Yi-ra                                                            |
| 3000 metrów superfinał | Sjinkie Knegt                                                            | Seo Yi-ra                                                                | Wiktor An                                                            |
| Wielobój               | Seo Yi-ra                                                                | Sjinkie Knegt                                                            | Samuel Girard                                                        |
| Sztafeta               | Holandia Daan Breeuwsma · Sjinkie Knegt · Itzhak de Laat · Dennis Visser | Chiny Wu Dajing · Xu Hongzhi · Han Tianyu · Ren Ziwei                    | Węgry Viktor Knoch · Csaba Burján · Shaolin Sándor Liu · Shaoang Liu |
| Kobiety                |                                                                          |                                                                          |                                                                      |
| 500 metrów             | Fan Kexin                                                                | Marianne St-Gelais                                                       | Kim Ji-yoo                                                           |
| 1000 metrów            | Elise Christie                                                           | Marianne St-Gelais                                                       | Suzanne Schulting                                                    |
| 1500 metrów            | Elise Christie                                                           | Marianne St-Gelais                                                       | Shim Suk-hee                                                         |
| 3000 metrów superfinał | Shim Suk-hee                                                             | Kim Ji-yoo                                                               | Elise Christie                                                       |
| Wielobój               | Elise Christie                                                           | Marianne St-Gelais                                                       | Shim Suk-hee                                                         |
| Sztafeta               | Chiny Fan Kexin · Guo Yihan · Zang Yize · Lin Yue                        | Węgry Bernadett Heidum · Andrea Keszler · Sára Bácskai · Petra Jászapáti | Japonia Ayuko Ito · Hitomi Saito · Sumire Kikuchi · Aoi Watanabe     |